# Аминорекс
Аминорекс (Menocil, Apiquel, aminoxaphen, aminoxafen, McN-742) — лекарственное средство, психостимулятор, регулятор аппетита. Структурный аналог амфетамина.
Препарат был снят с продажи после того, как было обнаружено, что он вызывает легочную гипертензию. В США это незаконный препарат из Списка I «Закона о контролируемых веществах», что означает, что препарат имеет высокий потенциал злоупотребления, недопустимое медицинское использование и плохой профиль безопасности.

## Действие
Аминорекс создает характерный для амфетаминов стимулирующий эффект на центральную нервную систему. Снимает усталость, уменьшает потребность в сне и приводит к психологическому и физическому возбуждению. При длительном употреблении могут возникнуть психозы, которые могут сопровождаться бредом; визуальными и слуховыми галлюцинациями. Среди прочих эффектов выделяют повышение артериального давления и пульса, повышение температуры тела, раздражительность, депрессию, спутанность сознания, агрессивность, колебания настроения.
Вызывает умеренную психическую зависимость, не вызывает физической зависимости.

## История
Был открыт в 1962 году Эдвардом Джоном Херлбёртом, который обнаружил в 1963 году анорексический эффект у крыс. Препарат был введен в использование в качестве средства для подавления аппетита в Германии, Швейцарии и Австрии в 1965 году.
Препарат был отменен в 1972 году после того, как было обнаружено, что аминорекс вызывает легочную гипертензию примерно у 0,2% пациентов. Были отмечены случаи летальных исходов.

## Получение
Для получения аминорекса производится реакция между 2-амино-1-фенилэтанолом и бромцианом:
Аналогичный синтез был также опубликован. В поисках более дешевого синтетического пути немецкая группа разработала альтернативный путь, который с использованием хирального оксида стирола позволяет получить энантиочистый продукт.

## Правовой статус
В России внесён в список наркотических средств и психотропных веществ, оборот которых ограничен (Список III).